# Carrer de la Font (Sant Pau d'Ordal)
|  | Per a altres significats, vegeu «Carrer de la Font (Borredà)». |

El Carrer de la Font és un vial al nucli de Sant Pau d'Ordal (Alt Penedès) inclòs a l'Inventari del Patrimoni Arquitectònic de Catalunya. L'origen del carrer se situa al segle xviii, quan es construí tota la banda de solell. Són les cases dels treballadors vinguts de fora, en l'època d'expansió demogràfica i agrícola de la repoblació de la vinya, que tenen contractes de rabassa morta amb l'antiga masia del Pujol. En aquest carrer es continuarà construint durant el segle xix i el XX. És un carrer que fa baixada, amb cases entre mitgeres compostes de planta baixa i pis amb coberta a dues aigües de teula àrab. Generalment són de dues crugies, tenen alguns elements decoratius i estan adaptats a l'ús agrícola.